# Madison Cunningham
Madison Cunningham, född 14 oktober 1996 i Escondido i Kalifornien, är en amerikansk sångerska, låtskrivare och gitarrist.
Rolling Stone har beskrivit hennes musik som "en ny variant av västkustfolkrock med klassiska inslag, elgitarrer, jazzinfluerade ackordföljder och en alt-rock-attityd, allt under samma tak".
Hennes album Who Are You Now från 2019 blev nominerat till en grammy i kategorin bästa americana. Hennes påföljande album, Revealer från 2022 vann en grammy i kategorin bästa vispop 2023.

## Diskografi

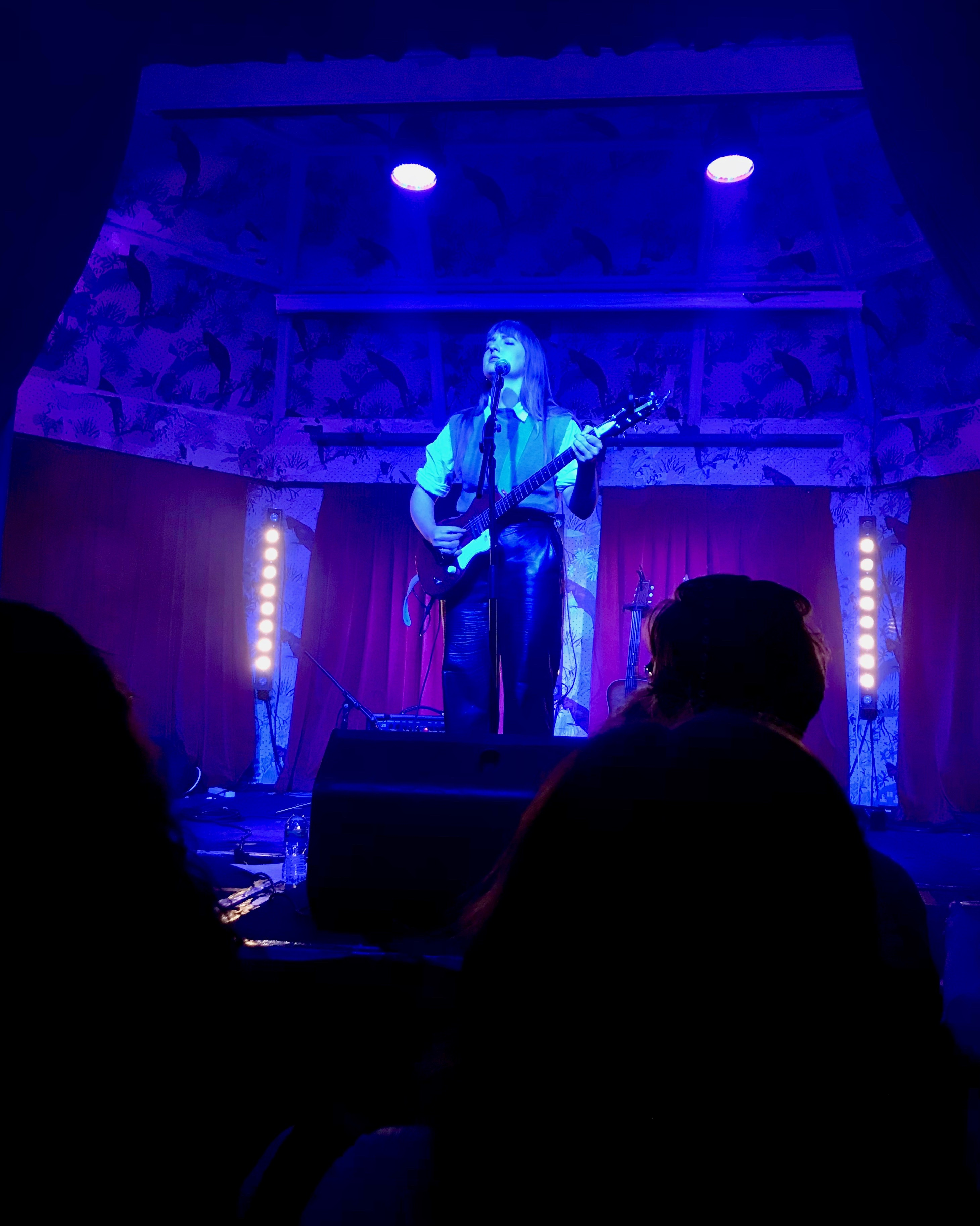
Cunningham uppträder på Deaf Institute i engelska Manchester år 2022

### Studioalbum
- Authenticity (2014)[5]
- Who Are You Now (2019)
- Revealer (2022)
- Revealer (Deluxe Edition) (2023)

### EP:s
- Love, Lose, Remember (2018)
- For the Sake Of The Rhyme (2019)
- Wednesday (2020)
- Wednesday (Extended Edition) (2022)

### Singlar
- Beauty Into Clichés (2018)
- All At Once (Solo Version) (2018)
- All At Once (2018)
- Last Boat To Freedom (2018)
- Last Boat To Freedom (Piano Version) (2018)
- Location (2018)
- Location (Solo Version) (2018)
- Pin It Down (2019)
- Something To Believe In (2019)
- Trouble Found Me (2019)
- No One Else to Blame (2020)
- Giraffe (2020)
- Coming Back (2020)
- No Surprises (2020)
- In My Life (2020)
- The Age of Worry (2020)
- Broken Harvest (2021)
- Song In My Head (Reimagined) (2021)
- Plain Letters (Reimagined) (2021)
- Poses (2021)
- Anywhere (2022)
- Hospital (2022)
- In From Japan (2022)
- Life According To Raechel (2022)
- Hospital (One Man Down) (feat. Remi Wolf) (2023)
- Inventing The Wheel (2023)
- Army Of Me - Spotify Single (2023)
- Life According To Raechel - Spotify Single (2023)
- Subtitles (2023)